# 石井蘭
石井 蘭（いしい らん、2004年〈平成16年〉8月7日 - ）は、日本のアイドル、ガールズグループ・ME:Iのメンバーおよびサブリーダー。また、Girls2の元メンバー。埼玉県出身。ME:Iでの活動名はRAN。

## 概歴
2019年（令和元年）6月、ガールズ×戦士シリーズ第3作となる『ひみつ×戦士 ファントミラージュ!』に、4人目の戦士・紅羽セイラ役で出演し、同番組から派生したユニット・mirage2に加入した。同年7月7日、mirage2の活動に加え、Girls2に新加入した。
2020年（令和2年）4月1日からは、『おはスタ』（テレビ東京）で「おはガール」を務める。また、同年4月6日から同番組内で放送のテレビアニメ『ガル学。～聖ガールズスクエア学院～』で、ラン役として声優を務める。
2021年（令和3年）7月7日より放送のテレビドラマ『ガル学。〜ガールズガーデン〜』（テレビ東京）に、ラン役として出演する。同年9月末をもって、『おはスタ』（テレビ東京）で務めていた「おはガール」を卒業した。
2023年（令和5年）3月31日、Girls2を卒業し、SL Square LLP.から退所した。同年9月3日、『PRODUCE 101 JAPAN THE GIRLS』の公式サイトにて、101練習生としての参加が発表された。同年12月16日、『PRODUCE 101 JAPAN THE GIRLS』において、最終順位9位でME:Iのデビューメンバーに選ばれた。
2024年（令和6年）2月26日、ME:Iのサブリーダーに就任したことを発表。同年4月17日、シングル『MIRAI』でME:Iとしてデビュー。同年7月11日、ME:Iでのメンバーカラーが『レッド』に決定したことを発表。
2025年（令和7年）7月1日、精神的疲弊のため芸能活動の一時休止を発表。

## 出演

### ドラマ
- ガールズ×戦士シリーズ（テレビ東京）
  - ひみつ×戦士 ファントミラージュ!（2019年5月26日 - 2020年6月28日） - 紅羽セイラ / ファントミダイヤ 役[7]。
  - ポリス×戦士 ラブパトリーナ! 第10話・第43話（2020年9月27日・2021年5月23日） - 紅羽セイラ / ファントミダイヤ 役[20]。
  - ビッ友×戦士 キラメキパワーズ! 第27話（2022年1月16日） - 紅羽セイラ / ファントミダイヤ 役[20]。
- ガル学〜ガールズガーデン〜 (2021年7月7日-2021年9月29日、テレビ東京） - ラン 役[12]。

### 情報・バラエティ番組
- おはスタ（テレビ東京）（2020年4月9日 - 2021年10月1日） - 木曜おはガール[8][13]。
- この恋イタすぎました（2022年8月4日 - 2022年12月1日、日本テレビ）[20][21]。
- THE DANCE DAY（2024年5月27日、日本テレビ）[22]

### 映画
- 私がモテてどうすんだ（2020年7月10日）[23]
- 劇場版 ひみつ×戦士 ファントミラージュ! 〜映画になってちょーだいします〜（2020年7月23日） - 紅羽セイラ / ファントミダイヤ 役[24][25]。
- 劇場版 ポリス×戦士 ラブパトリーナ! ～怪盗からの挑戦！ ラブでパパッとタイホせよ！～（2021年5月21日） - 紅羽セイラ / ファントミダイヤ 役[25]。

### テレビアニメ
- キラッとプリ☆チャン 第68話（2019年7月28日、テレビ東京） - 紅羽セイラ / ファントミダイヤ 役[26]。
- ガル学。〜聖ガールズスクエア学院〜（2020年4月 - 2021年3月、テレビ東京） - ラン 役[10]。